# 克罗泰勒
克罗泰勒（法語：Crotelles，法語發音：[kʁɔtɛl] ⓘ）是法国安德尔-卢瓦尔省的一个市镇，位于该省东北部，属于图尔区。

## 地理
克罗泰勒（47°32'34"N, 0°50'12"E）面积15.89 平方千米，位于法国中央-卢瓦尔河谷大区安德尔-卢瓦尔省，该省份为法国中西部省份，北起萨尔特省、东北接卢瓦-谢尔省，东南接安德尔省，南至维埃纳省，西临曼恩-卢瓦尔省。
与克罗泰勒接壤的市镇（或旧市镇、城区）包括：莫奈、努济伊、勒尼、圣洛朗昂加蒂讷、维勒多梅。

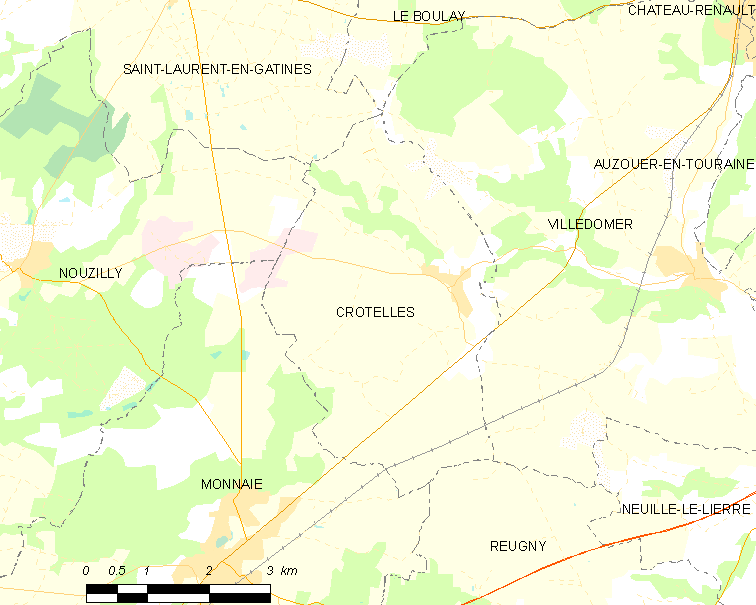
克罗泰勒的OSM定位图

克罗泰勒的时区为UTC+01:00、UTC+02:00（夏令时）。

## 行政
克罗泰勒的邮政编码为37380，INSEE市镇编码为37092。

## 政治
克罗泰勒所属的省级选区为雷诺堡县。

## 人口

1962-2008年间克罗泰勒人口变化图示

克罗泰勒于2022年1月1日时的人口数量为651人。